# 宽街 (牛津)

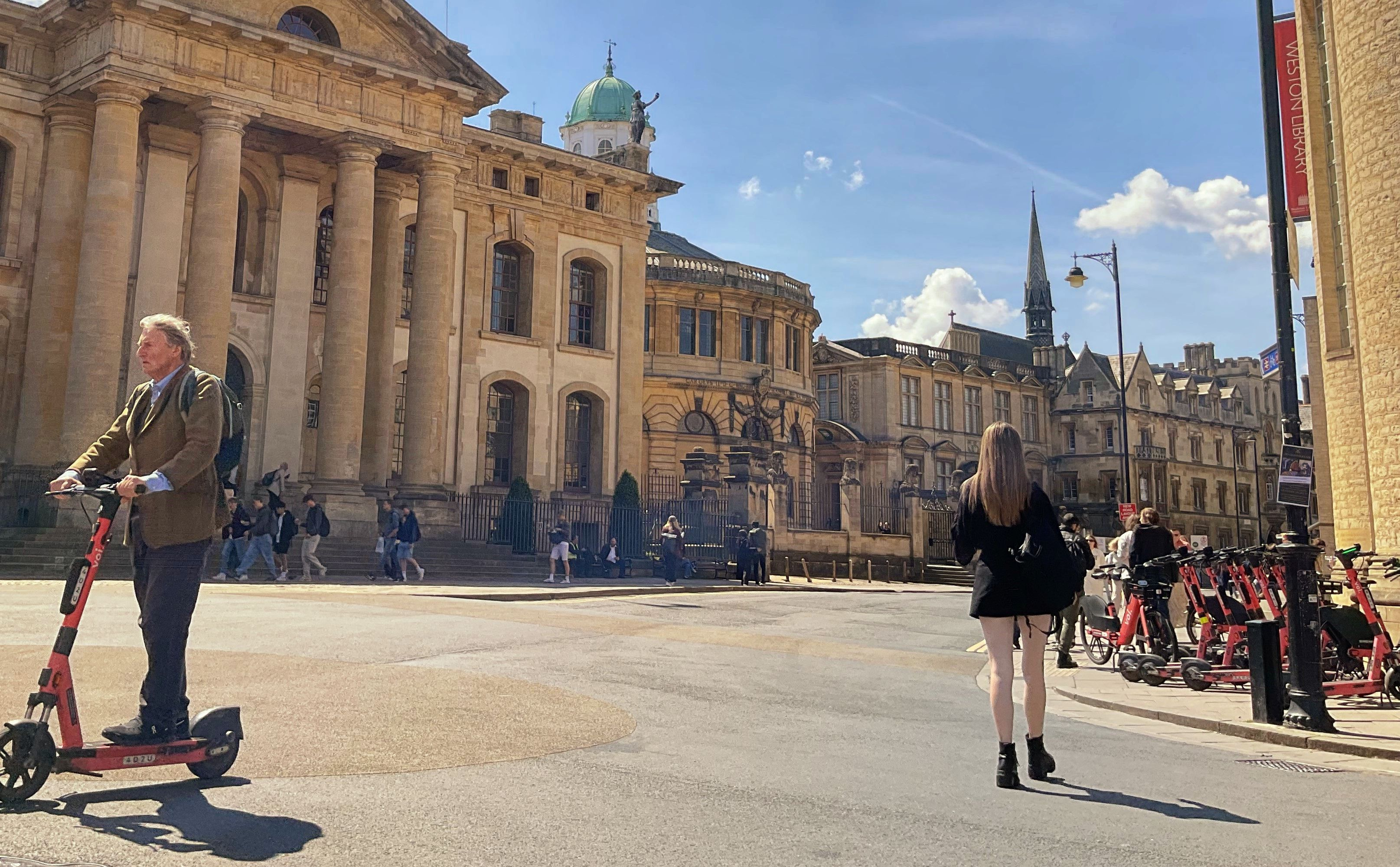

宽街（英語：Broad Street）是英国牛津中心区的一条街道，原位于旧城墙北侧。这条街以书店著称。
位于宽街的有牛津大學貝利奧爾學院、牛津大学三一学院、牛津大学艾克塞特学院、科学史博物馆、克拉伦登楼、谢尔登剧院和博德利图书馆等重要的历史建筑。